# Agdara
Agdara (en azerí: Ağdərə) o Martakert (en armenio: Հադրութ, romanizado: Hadrut), es una ciudad ubicada en la región histórica del Alto Karabaj, perteneciente al raión de Agdara en Azerbaiyán. La ciudad tenía una población de mayoría armenia étnica antes de la guerra del Alto Karabaj de 2020.

## Toponimia
El nombre azerí del asentamiento, Aghdara, se traduce como "valle blanco". 
Tradicionalmente, el nombre de la ciudad en armenio se interpreta como compuesto por los elementos Mard ("hombre, persona" o, en este contexto, "valiente") y kert ("construido por"), supuestamente en referencia a la reputación de valentía de los habitantes. Otras explicaciones vinculan el nombre con la palabra Matuṛ ("capilla").

## Geografía
Agdara se encuentra en la orilla derecha del río Tartar, entre dos montañas.

### Clima
El clima en Agdara está clasificado como clima subtropical húmedo (Cfa) por la clasificación climática de Köppen.
| Parámetros climáticos promedio de Martakert (Aghdara) | Parámetros climáticos promedio de Martakert (Aghdara) | Parámetros climáticos promedio de Martakert (Aghdara) | Parámetros climáticos promedio de Martakert (Aghdara) | Parámetros climáticos promedio de Martakert (Aghdara) | Parámetros climáticos promedio de Martakert (Aghdara) | Parámetros climáticos promedio de Martakert (Aghdara) | Parámetros climáticos promedio de Martakert (Aghdara) | Parámetros climáticos promedio de Martakert (Aghdara) | Parámetros climáticos promedio de Martakert (Aghdara) | Parámetros climáticos promedio de Martakert (Aghdara) | Parámetros climáticos promedio de Martakert (Aghdara) | Parámetros climáticos promedio de Martakert (Aghdara) | Parámetros climáticos promedio de Martakert (Aghdara) |
| Mes                                                   | Ene.                                                  | Feb.                                                  | Mar.                                                  | Abr.                                                  | May.                                                  | Jun.                                                  | Jul.                                                  | Ago.                                                  | Sep.                                                  | Oct.                                                  | Nov.                                                  | Dic.                                                  | Anual                                                 |
| ----------------------------------------------------- | ----------------------------------------------------- | ----------------------------------------------------- | ----------------------------------------------------- | ----------------------------------------------------- | ----------------------------------------------------- | ----------------------------------------------------- | ----------------------------------------------------- | ----------------------------------------------------- | ----------------------------------------------------- | ----------------------------------------------------- | ----------------------------------------------------- | ----------------------------------------------------- | ----------------------------------------------------- |
| Temp. máx. media (°C)                                 | 5.8                                                   | 6.6                                                   | 10.8                                                  | 18.3                                                  | 22.4                                                  | 27.0                                                  | 30.7                                                  | 29.2                                                  | 25.3                                                  | 18.4                                                  | 12.5                                                  | 8.1                                                   | 17.9                                                  |
| Temp. mín. media (°C)                                 | -1.7                                                  | -1.0                                                  | 2.3                                                   | 8.1                                                   | 12.5                                                  | 16.7                                                  | 20.0                                                  | 19.0                                                  | 15.4                                                  | 9.7                                                   | 4.8                                                   | 0.6                                                   | 8.9                                                   |
| Precipitación total (mm)                              | 15                                                    | 23                                                    | 34                                                    | 45                                                    | 71                                                    | 64                                                    | 31                                                    | 26                                                    | 27                                                    | 45                                                    | 28                                                    | 17                                                    | 426                                                   |
| Fuente: http://en.climate-data.org/location/21905/    |                                                       |                                                       |                                                       |                                                       |                                                       |                                                       |                                                       |                                                       |                                                       |                                                       |                                                       |                                                       |                                                       |

## Historia

La situación en la zona tras el alto el fuego de 1994

El sitio del asentamiento fue históricamente una parte del Melicato de Jraberd, uno de los Melicatos de Karabaj. Martakert se menciona como pueblo desde al menos el siglo XIX, cuando se construyó aquí la iglesia de San Juan Bautista. En ese momento estaba ubicado administrativamente en el uyezd de Chanshir de la gobernación de Elizavétpol.
En 1918, cerca de la ciudad tuvo lugar una batalla entre las fuerzas otomanas y armenias, donde estas últimas salieron victoriosas.
Durante el período soviético, Martakert fue el centro administrativo del distrito de Martakert del óblast autónomo del Alto Karabaj, recibió el estatus de asentamiento de tipo urbano en 1960 y el de ciudad en 1985.
La ciudad sufrió una fuerte destrucción por parte de las fuerzas azerbaiyanas mientras estaba bajo su control durante la primera guerra del Alto Karabaj.
Durante la primera guerra del Alto Karabaj (1991-1994), Martakert y el distrito circundante sufrieron intensos combates, especialmente durante la Operación Goranboy de Azerbaiyán y las ofensivas de Mardakert y Martuni en 1992. La ciudad fue capturada por las fuerzas de Azerbaiyán el 4 de julio de 1992, lo que obligó a población armenia de Martakert a huir de la ciudad. Martakert sufrió graves daños durante la guerra y muchos de sus edificios siguen en ruinas y deshabitados. Según Thomas Goltz, que estuvo en Martakert en septiembre de 1992, el pueblo se convirtió en "un montón de escombros", observando "los detritos más íntimos de vidas privadas destruidas: ollas y sartenes, maletas con ropa manchada que se derramaba, cochecitos de bebé aplastados e incluso retratos familiares aún en marcos destrozados". HRW señaló más tarde que las duras acciones tomadas por las fuerzas armenias de Karabaj durante y después de la ofensiva contra Agdam fueron vistas como una venganza por la destrucción azerí de Martakert, en el contexto de la naturaleza de ojo por ojo del conflicto. Martakert fue recapturado por las fuerzas armenias el 27 de junio de 1993. El área alrededor de la ciudad ha sido controlada por Artsaj desde el final de la guerra. Algunos de los habitantes nativos de Martakert regresaron gradualmente a lo largo de los años, pero muchos permanecieron en Armenia, Rusia y otros lugares.
Los enfrentamientos de Mardakert de 2008 comenzaron el 4 de marzo después de las protestas por las elecciones presidenciales armenias de 2008. Involucró los combates más intensos entre las fuerzas armenias y azeríes por la región en el conflicto del Alto Karabaj desde el alto el fuego de 1994 después de la primera guerra del Alto Karabaj. Fuentes armenias acusaron a Azerbaiyán de intentar aprovechar los disturbios en curso en Armenia. Fuentes azerbaiyanas culparon a Armenia, alegando que el gobierno armenio estaba tratando de desviar la atención de las tensiones internas en Armenia.
En 2020, se produjeron algunos enfrentamientos a lo largo de las líneas de alto el fuego cerca de Martakert tras la segunda guerra del Alto Karabaj, en una zona controlada por las fuerzas de paz rusas. En la invasión del Karabaj del 19 de septiembre de 2023 fue bombardeada con artillería, acabando así con las infraestructuras de red eléctrica y dejando a la población sin energía. Los ciudadanos y soldados presentes en la ciudad negaron la entrada de tropas azeríes tras el inicio de las negociaciones entre Artsaj y Azerbaiyán, lo que conllevó a una serie de enfrentamientos. El 24 de septiembre se retirarían todos los habitantes y fuerzas armadas hacia la capital Stepanakert, dejando la ciudad vacía utilizando alrededor de 1.000 vehículos. Estos enfrentamientos dejaron un saldo de más de 20 soldados armenios.

## Demografía
Según el "calendario caucásico" de 1912, la población del pueblo de Agdara era de 2.644 personas, en su mayoría armenios. El calendario caucásico de 1916 da una estimación de la población de 2155 personas, también en su mayoría armenios. Según el censo de toda la URSS en 1989, 8.325 personas vivían en Mardakert.
|              | 1939      | 1939       | 1979      | 1979       | 2005      | 2005       |
| Grupo étnico | Población | Porcentaje | Población | Porcentaje | Población | Porcentaje |
| ------------ | --------- | ---------- | --------- | ---------- | --------- | ---------- |
| Armenios     | 3340      | 89,8%      | 6264      | 93,6%      | 4258      | 99,9%      |
| Azeríes      | 248       | 6,7%       | 349       | 5,2%       | -         | -          |
| Rusos        | 105       | 2,8%       | 41        | 0,6%       | -         | -          |
| Ucranianos   | 11        | 0,3%       | 5         | 0,1%       | -         | -          |
| Otros        | -         | -          | -         | -          | 4         | 0,1%       |
| Total        | 3721      | 100%       | 6690      | 100%       | 4262      | 100%       |

## Economía

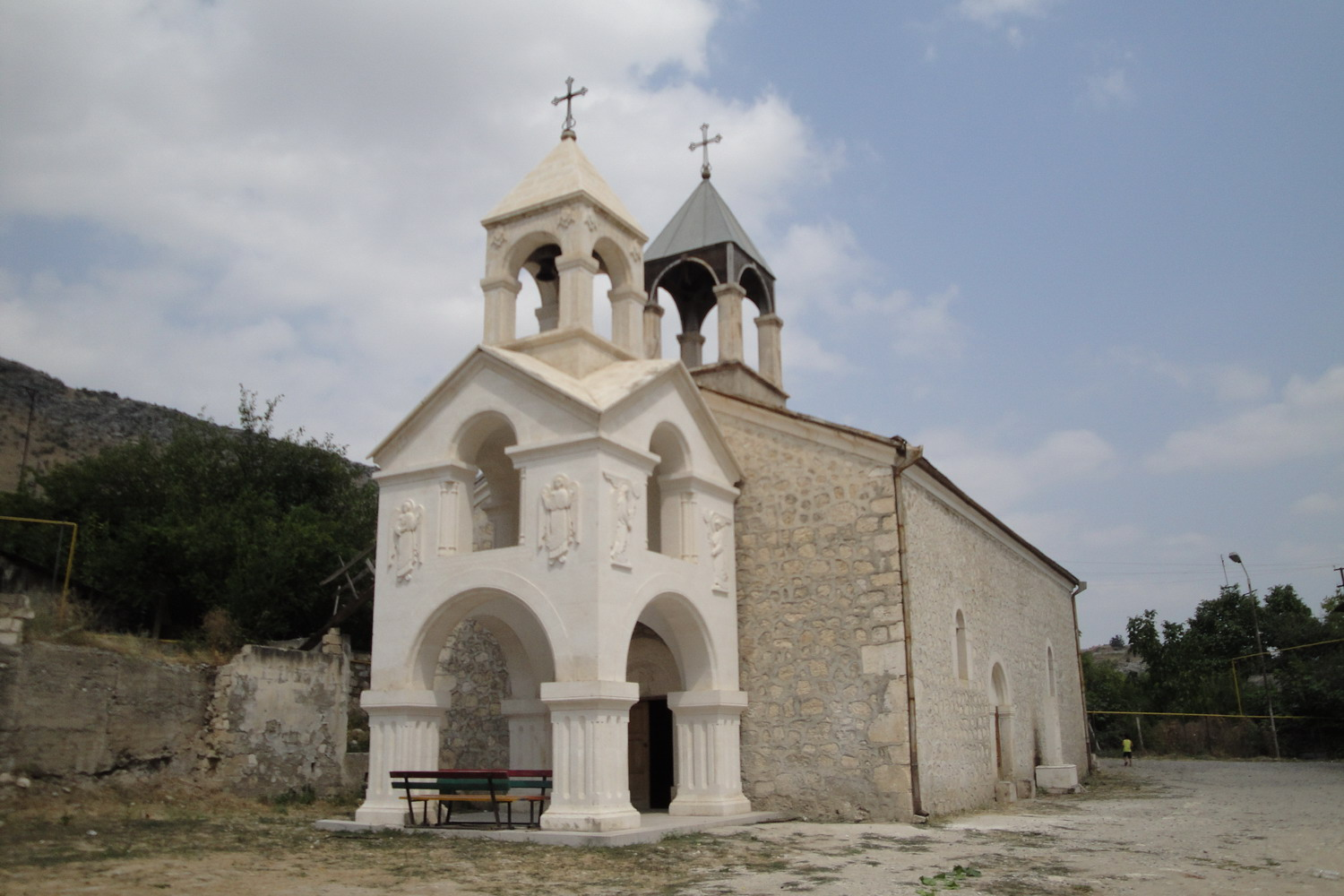
Iglesia de San Juan Bautista

La población trabaja principalmente en diferentes instituciones estatales así como en la agricultura. A 2015, Agdara cuenta con un edificio municipal, una casa de la cultura, dos escuelas, dos jardines de infancia, un centro juvenil, 88 empresas comerciales, dos fábricas y un hospital comarcal. El 28 de junio de 2010, en Agdara, con la participación del presidente Bako Sahakyan, se inauguró la planta de refrescos del Grupo Arzi. La comunidad municipal ampliada de Martakert incluye las aldeas de Haykayur, Jraberd, Maralyan Sarov y Levonarj.

## Infraestructura

### Arquitectura y monumentos
El patrimonio histórico en la ciudad y sus alrededores incluyen tumbas del segundo al primer milenio a. C., el cementerio precristiano de Krapasht, el pueblo medieval de Taza Jach (en armenio: Թազա խաչ), cementerios de entre los siglos XVII y XIX, la iglesia de San Juan Bautista construida en 1883 (en armenio: Սուրբ Հովհաննու Կարապետ եկեղեցի, romanizado: Surb Hovhannu Karapet Yekeghetsi), posiblemente con orígenes en el siglo XIII y restaurada en 2003; y un puente que cruza el río Kusapat desde principios del siglo XX.

## Galería

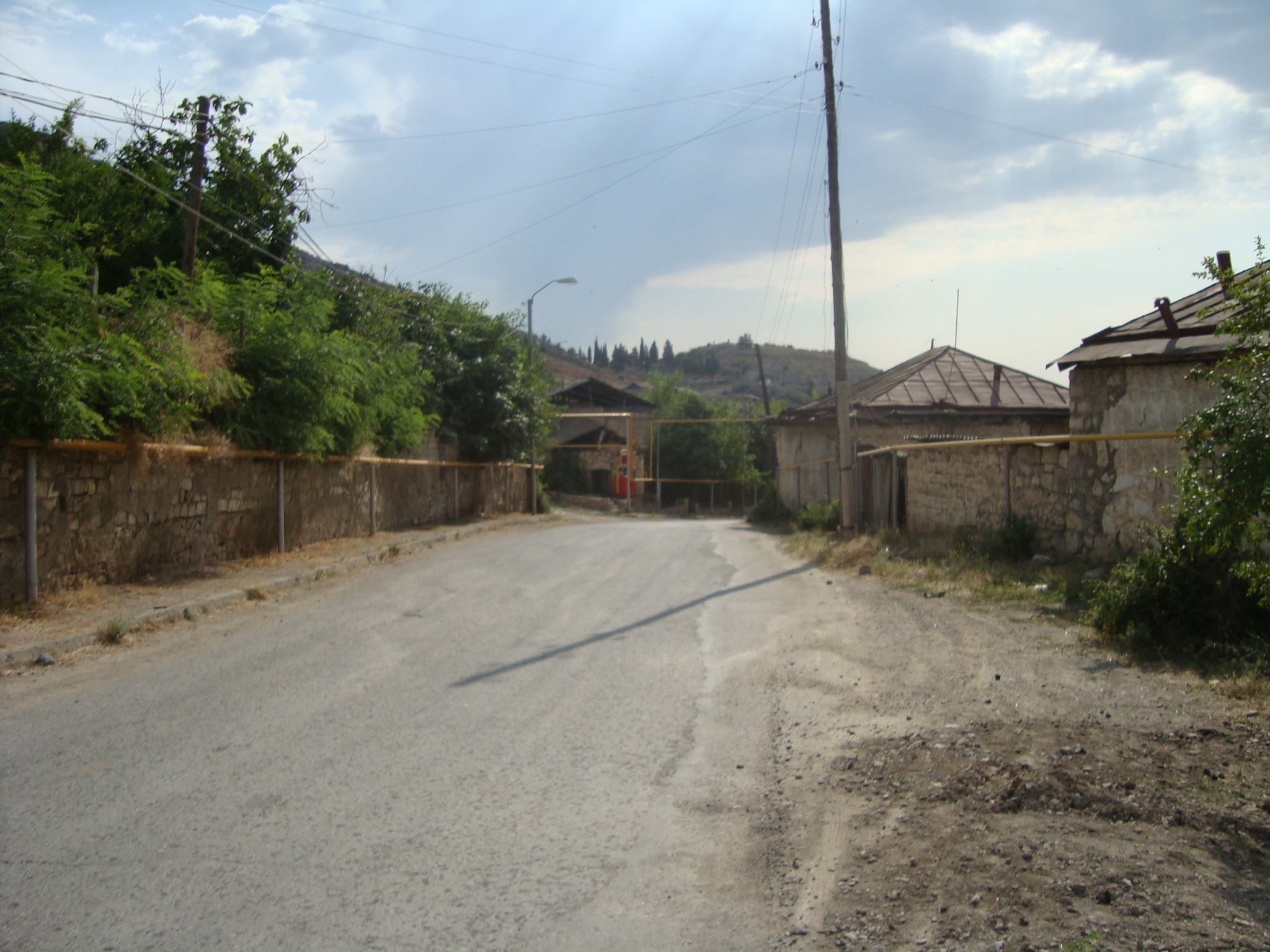
Calle en Martakert
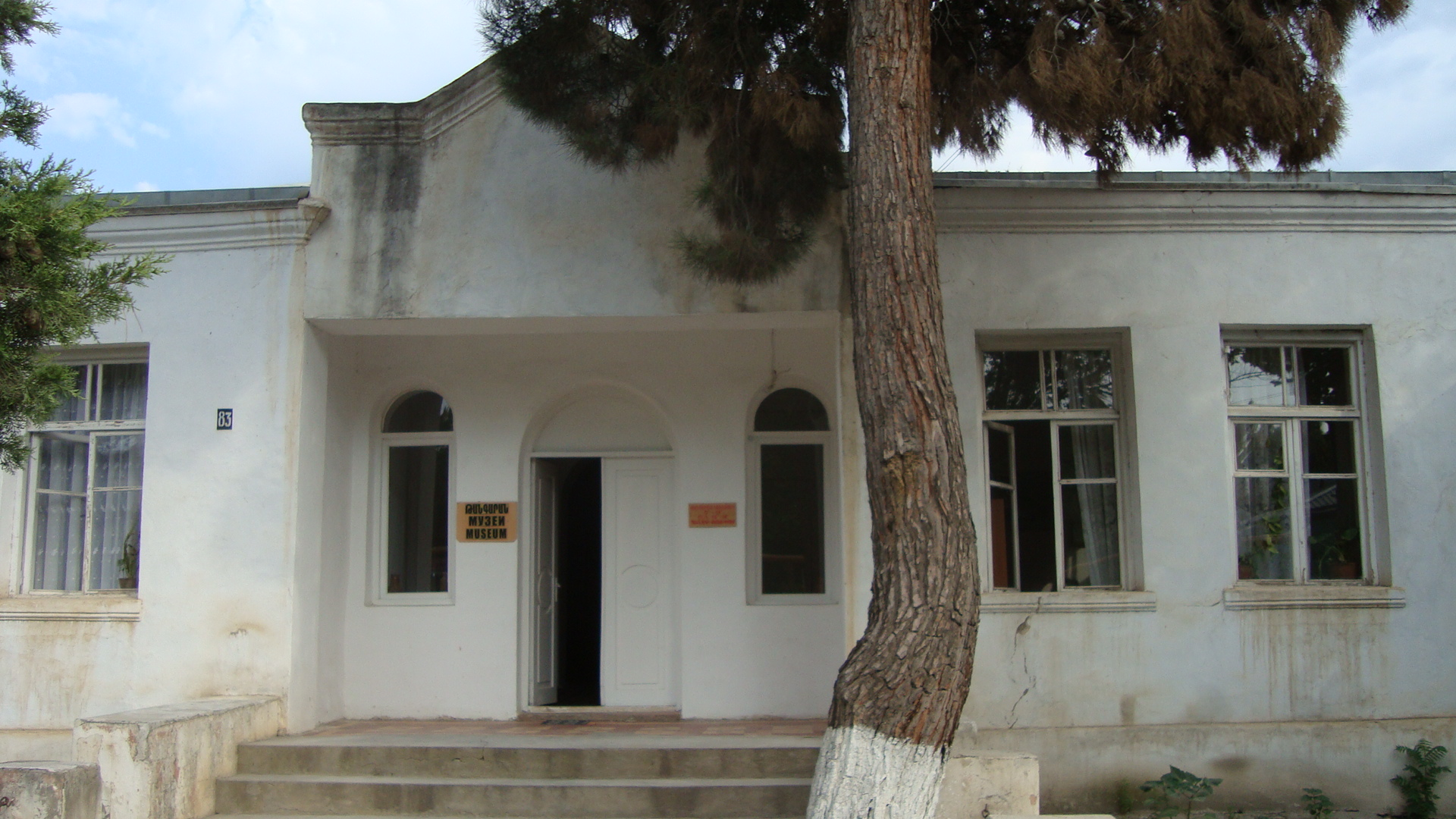
Museo de Martakert
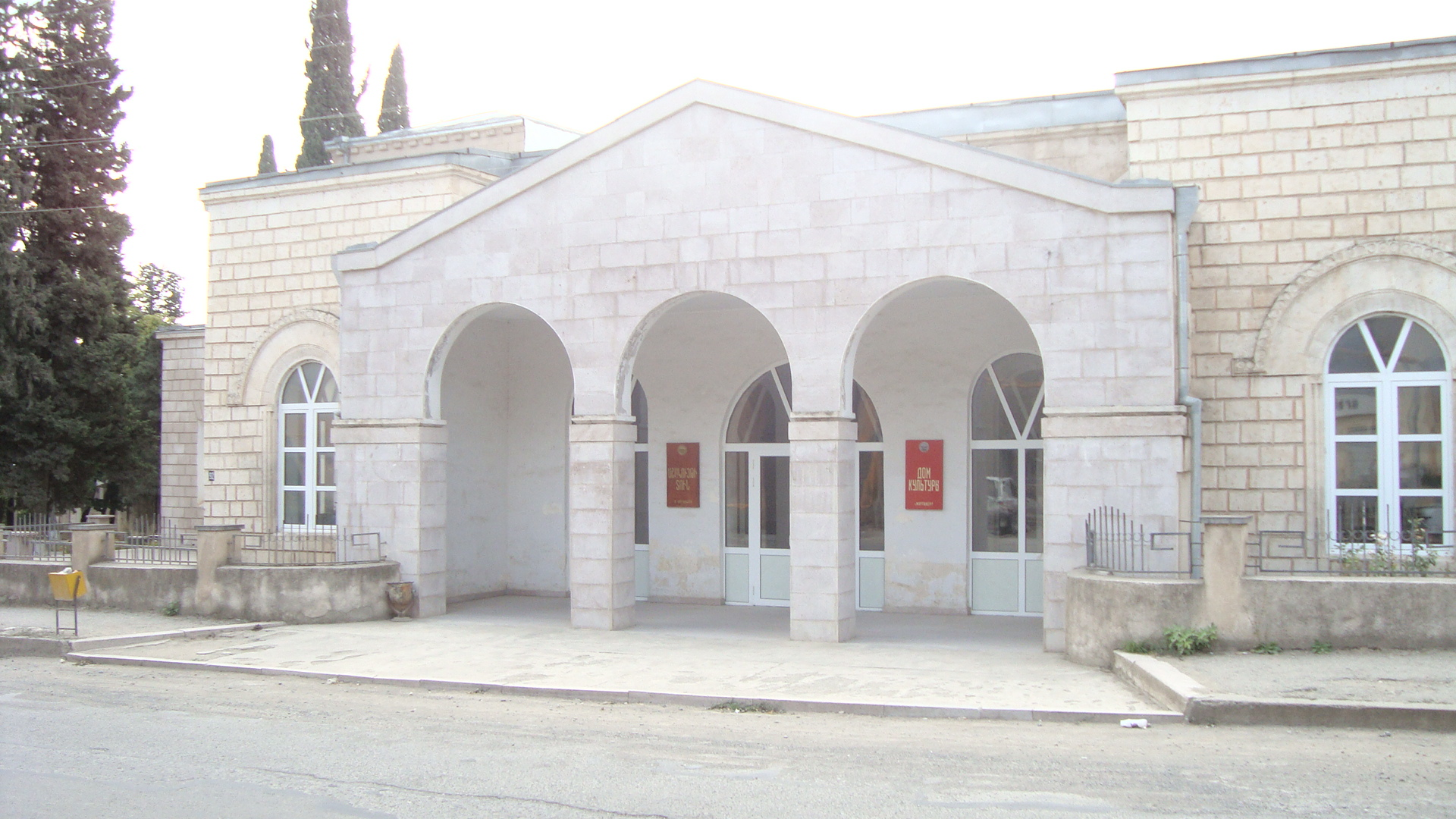
Casa de la cultura de Martakert
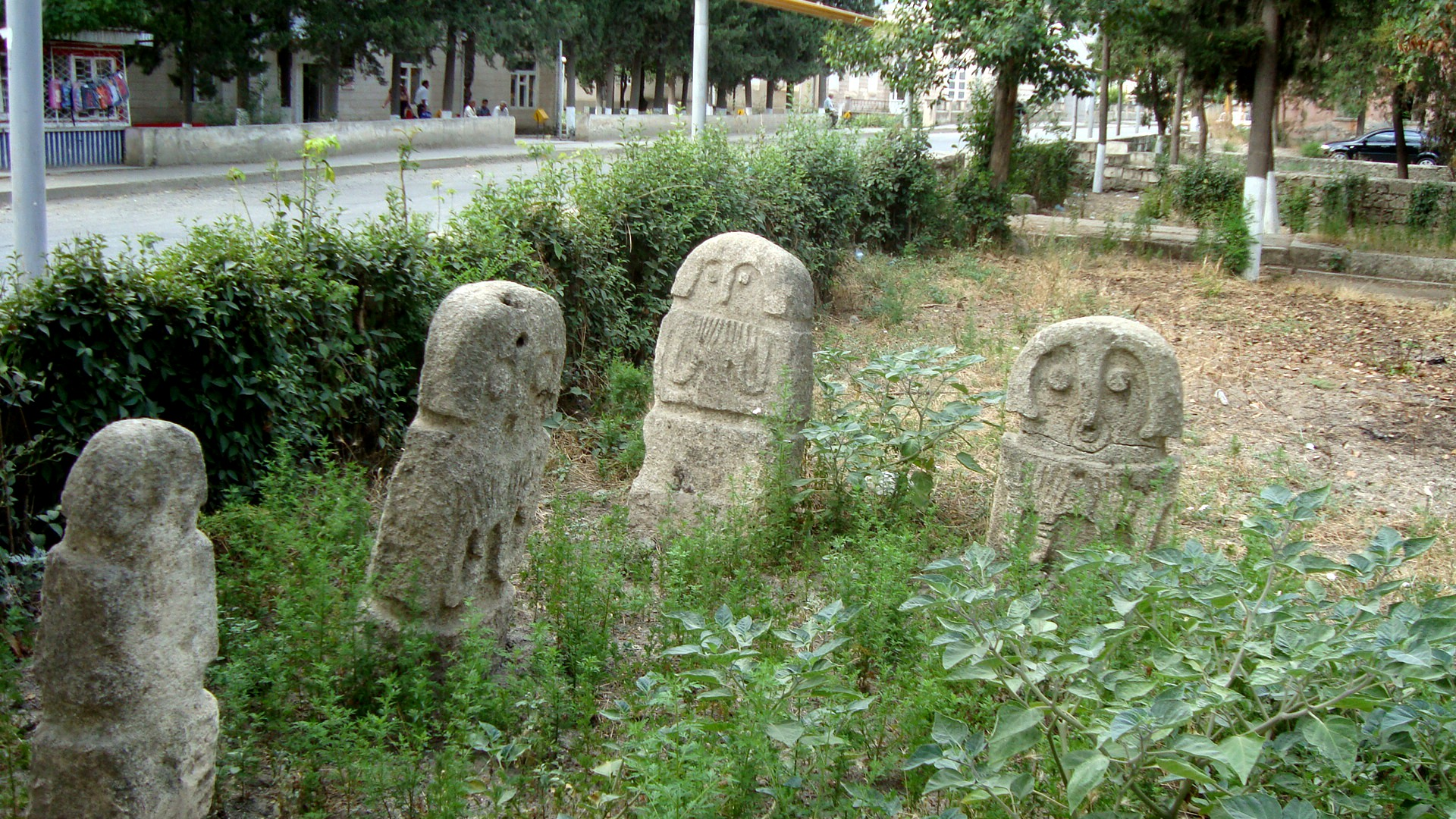
Ídolos de piedra

## Ciudades hermanadas
Martakert está hermanada con las siguientes ciudades:
- Vagarshapat, Armenia